# Atypophthalmus (Atypophthalmus) prodigiosus
Atypophthalmus (Atypophthalmus) prodigiosus is een tweevleugelige uit de familie steltmuggen (Limoniidae). De soort komt voor in het Afrotropisch gebied.